# El Jonquer (l'Esquirol)
El Jonquer és una masia de l'Esquirol (Osona) inclosa a l'Inventari del Patrimoni Arquitectònic de Catalunya.

## Descripció
Masia clàssica de planta rectangular (14 x 12 m), coberta a dues vessants i amb el carener perpendicular a la façana principal, situada a llevant. El carener està desplaçat del centre de la planta i el traçat de coberta que desguassa a Nord és molt gran. L'edifici està assentat al pendent del terreny. S'observen annexes moderns a la façana Est, que tenen funció de corts als baixos i de terrassa a la planta. Els escaires també són de carreu. S'accedeix a la façana Est, actualment utilitzada com a principal, a través d'un pont a la façana Nord. Els ràfecs de les façanes Nord i Est són de llosa. En una columna de pedra de la galeria interior hi ha escrit "Iunquer 1718".

## Història
Antiga masia del segle xviii documentada des del segle xiii. La trobem registrada als fogatges de les "Parròquies del terme de Corcó, St. Jolia de Cabrera, St. Llorens Dosmunts, St. Bartomeu Sagorga, St. Vicens de Casserres y St. Martí Çescorts, fogajat a 11 d'octubre 1553 per Bartomeu Bertrana balle com apar en cartes 241", on consta un tal "Sagimon Junquer".
Apareix en el "Nomenclator de la Provincia de Barcelona. Partido Judicial de Vich. 1860" com a casa de pagès.